# Malaialas
Os Malaialas (em inglês:  Malayali) são um povo dravidiano que habita principalmente no estado de Querala, na Índia do Sul, e no território de Laquedivas, e que tem como língua materna a língua malaiala. Os malaialas são descritos como uma das mais tolerantes e diversificadas comunidades indianas, tendo sido influenciados por uma vasta história de emigração para a várias partes do mundo e a uma subcultura única influenciada pelo ambiente tropical do estado. De acordo com os censos indianos de 2011, existem aproximadamente 33 milhões de malaialas em Querala, o que corresponde a 96,7% da população do estado. Em resultado, o termo queralita é muitas vezes usado como sinónimo de malaiala.